# Johann Peter Krafft

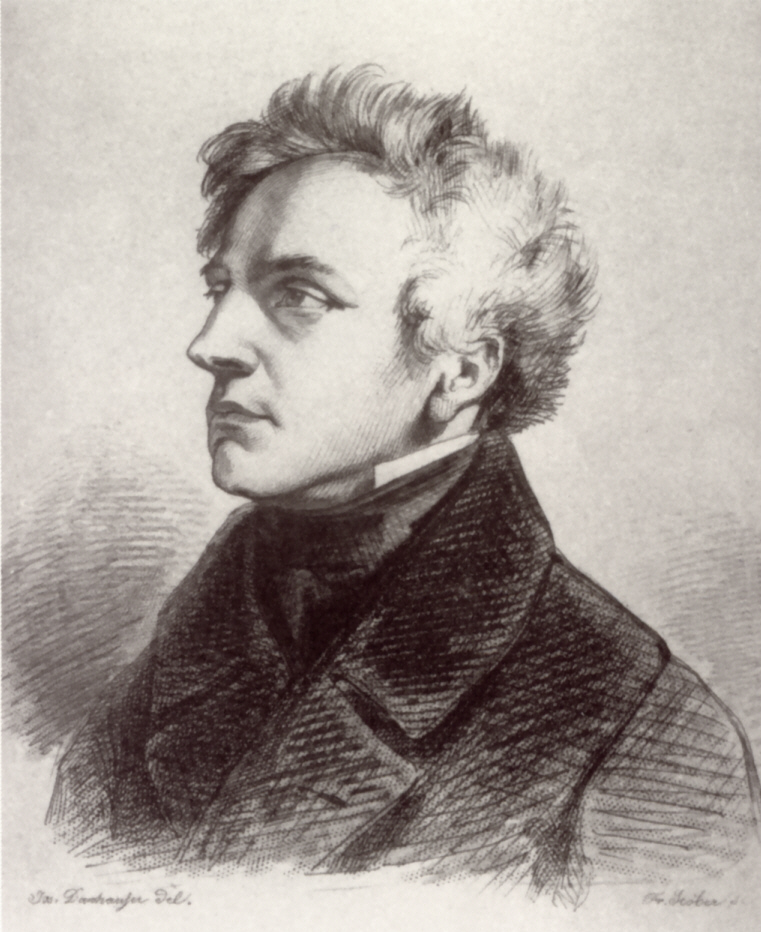
Johann Peter Krafft, Porträt von Josef Danhauser

Johann Peter Krafft (auch Jean-Pierre) (* 15. September 1780 in Hanau, Hessen; † 28. Oktober 1856 in Wien) war ein deutscher Genre-, Historien- und Porträtmaler.

## Leben
Johann Peter Krafft war der Sohn des aus dem Elsass stammenden Emailmalers Johann Ignaz Krafft und dessen Gattin Anna Katharina Magdalena Donné. Sein Bruder Joseph Krafft war ebenfalls Maler, der sich besonders mit Porträt- und Miniaturenmalerei befasste. Der Großvater Josef Krafft war Weinhändler und Wirt in Straßburg.
Krafft besuchte in seiner Heimatstadt Hanau die Hohe Landesschule und zusätzlich bereits mit 10 Jahren (1790) die dortige Zeichenakademie. Gemeinsam mit seiner Schwester wurde er 1799 zu seiner Tante nach Wien geschickt, wo er sogleich an der Wiener Akademie im Fach Historienmalerei bei Heinrich Friedrich Füger inskribierte. 1802 reiste er mit Johann Veit Schnorr von Carolsfeld nach Paris um hier weiterzustudieren. Hier hatte er Kontakt mit den berühmten klassizistischen Historienmalern Jacques-Louis David und François Gérard, denen er künstlerisch viel verdankte.

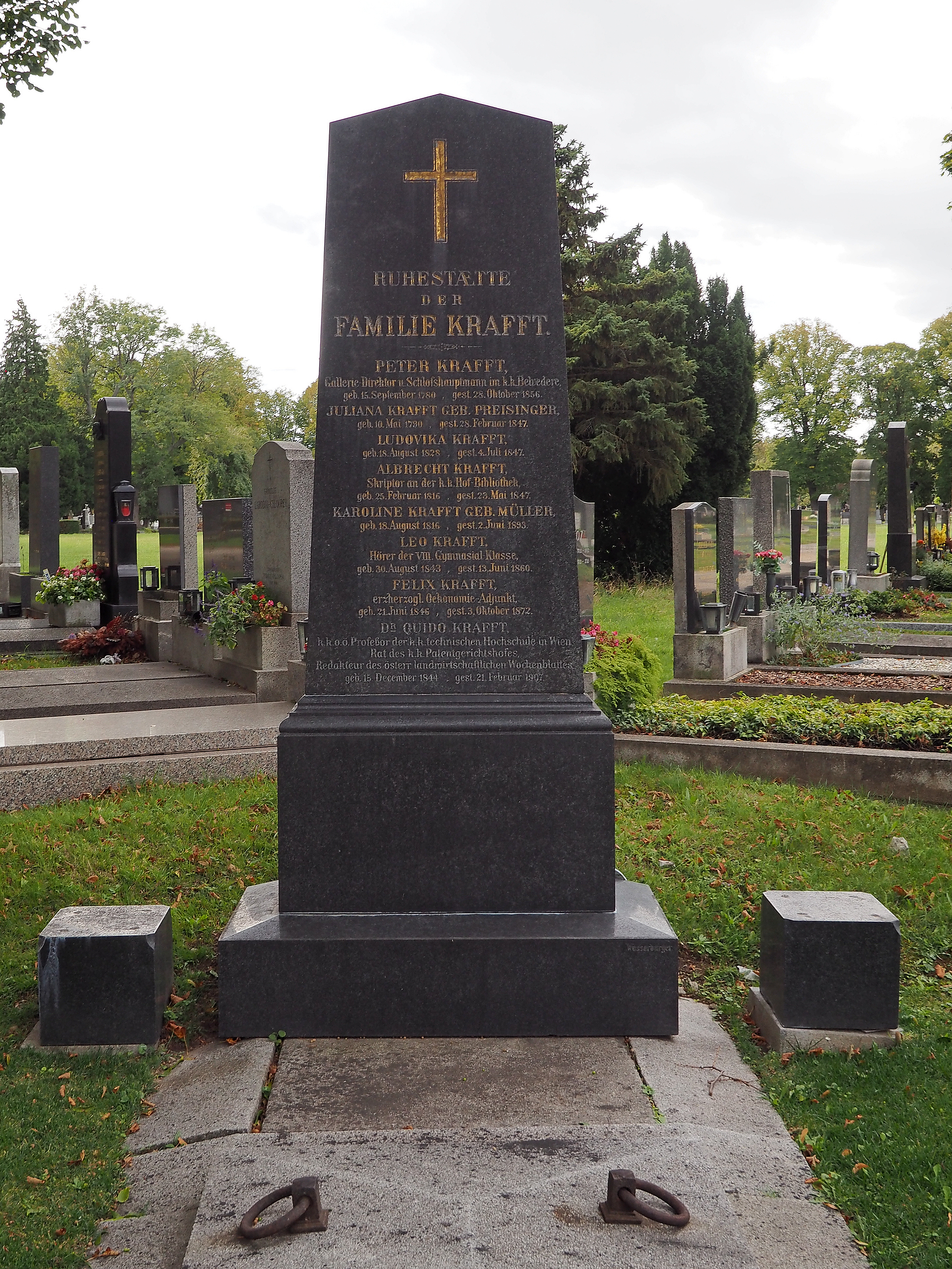
Grabstätte der Familie Krafft auf dem Wiener Zentralfriedhof (2024)

1805 kehrte er nach Wien zurück und widmete sich auf den Ratschlag Davids nunmehr auch der Porträtmalerei. In den Jahren 1808 und 1809 unternahm Krafft Studienreisen nach Italien, insbesondere nach Rom. Er wurde 1813 Mitglied der Akademie in Wien und 1815 der Hanauer Zeichenakademie. 1815 heiratete er Juliana Preisinger, mit der er bis zu deren Tod 1847 verheiratet blieb. Seine Kinder waren die Malerin Marie Krafft (1812–1885), der Orientalist Albrecht Krafft (1816–1847) und die Porträtmalerin Julie Krafft (1821–1903). Im Jahre 1823 wurde er zum Korrektor und außerordentlichen Professor für Historienmalerei an der Wiener Akademie ernannt. Als solcher setzte er sich bereits für die Naturbeobachtung anstatt akademischer Vorlagen im Unterricht ein.
1828 wurde Krafft schließlich Direktor der kaiserlichen Gemäldegalerie und zum Schlosshauptmann des Schlosses Belvedere in Wien. Hier wohnte er auch mit seiner Familie bis zu seinem Tode. Krafft war einer der Mitbegründer des Wiener Kunstvereins. 1835 wurde Krafft zum Akademischen Rat ernannt. Im selben Jahr unternahm er eine Reise nach München und Dresden, 1837 nach Venedig, wo er 80 Gemälde für die Wiener Galerie erwarb, und 1838 nach Berlin, Prag und auf Burg Karlstein. Hier war er als Experte für Denkmalpflege hinzugezogen worden. 1839 wurde er Ehrenmitglied der Kopenhagener Akademie. Im Belvedere machte er sich damit verdient, dass er die Galerie neu hängen und am Ende seines Lebens auch den verwilderten Garten wieder instand setzen ließ. Johann Peter Krafft liegt in einer ehrenhalber gewidmeten Gruft auf dem Wiener Zentralfriedhof begraben (Tor 2, Gruppe 17B, Nr. 1).
1885 wurde in Wien-Leopoldstadt (2. Bezirk) die Krafftgasse nach ihm benannt.

## Leistung

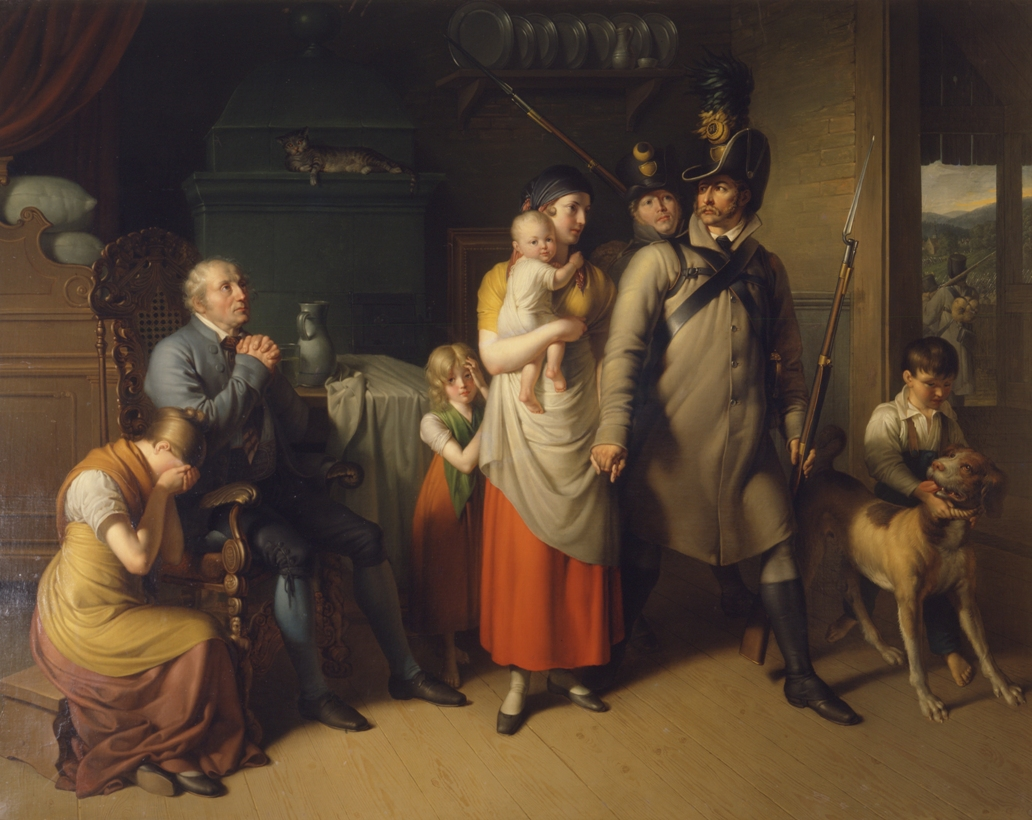
Der Abschied des Landwehrmannes

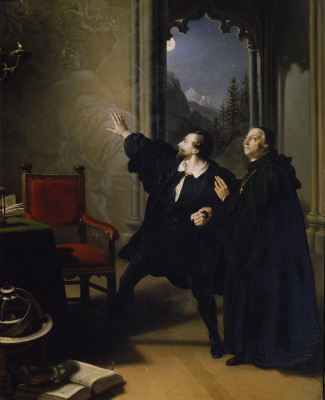
Manfreds Sterbestunde

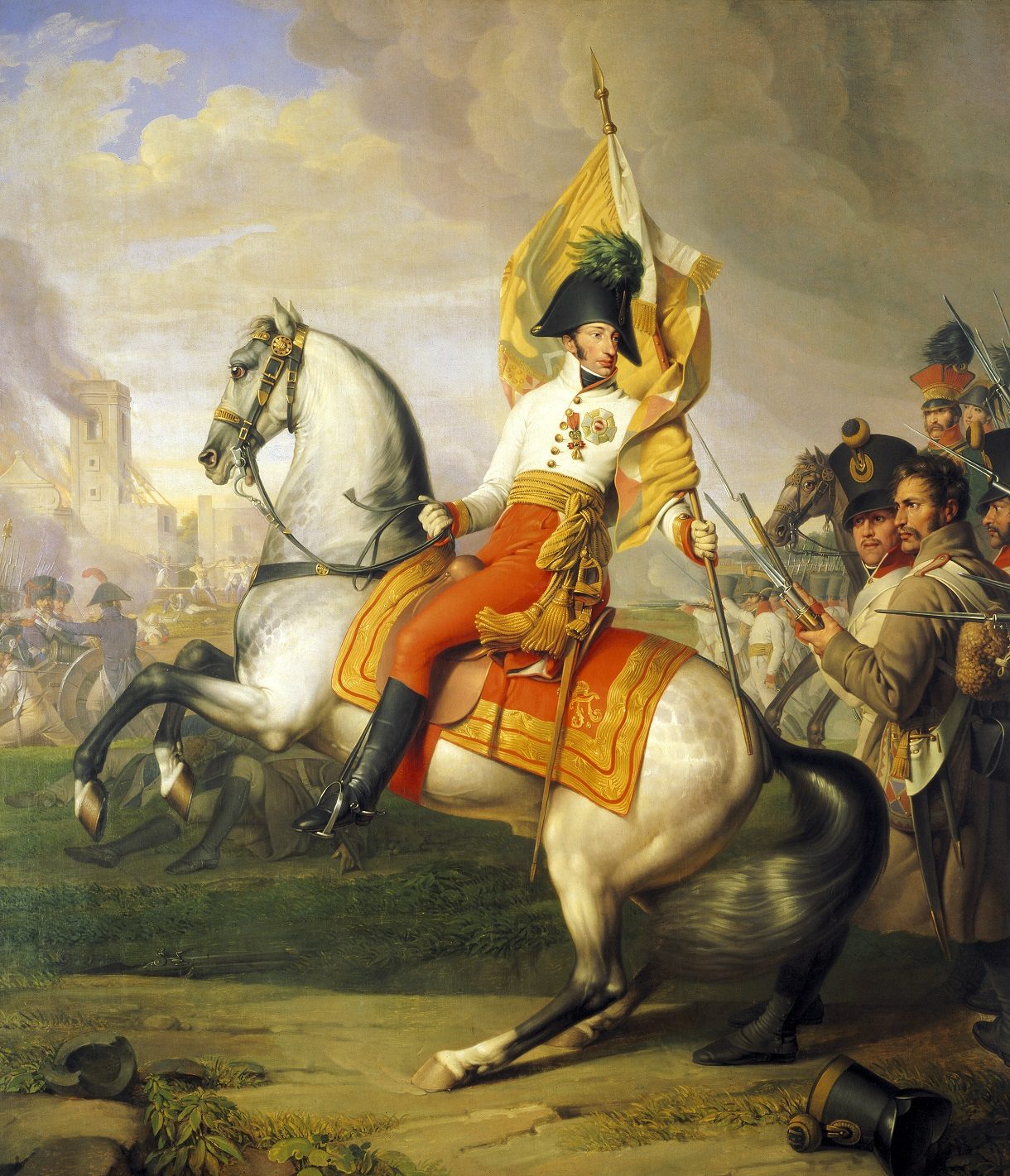
Erzherzog Carl in der Schlacht bei Aspern

Johann Peter Krafft hatte für die österreichische Malerei große Bedeutung. Er war führender Historien- und Porträtmaler des klassizistischen Stils in Wien, hatte aber später auch Einfluss auf die Entwicklung der Genremalerei des Wiener Biedermeier, z. B. durch seine Monumentalgemälde Der Abschied des Landwehrmannes (1813) und Die Heimkehr des Landwehrmannes (1820). Während und unmittelbar nach der Zeit der Koalitionskriege schuf Krafft bedeutende Historienbilder vaterländischen und patriotischen Inhalts für Österreich und das Kaiserhaus. Dazu zählen die vorgenannten beiden Gemälde mit dem Landwehrmann, aber auch die beiden Pendants Erzherzog Karl mit seinem Stab in der Schlacht bei Aspern (1819) und Die Siegesmeldung des Fürsten Karl Philipp zu Schwarzenberg an die verbündeten Monarchen Kaiser Franz I. von Österreich, Zar Alexander I. und König Friedrich Wilhelm III. von Preußen in der Völkerschlacht bei Leipzig (1817). Diese Gemälde waren Auftragsarbeiten für den Ehrensaal des alten Militär-Invalidenhauses in Wien-Landstraße. Nach Abbruch des alten Invalidenhauses wegen Baufälligkeit wurden die beiden Monumentalgemälde in das neue Invalidenhaus nach Hietzing überführt, waren für das dortige Gebäude aber zu groß und wurden daher dem Wiener Heeresgeschichtlichen Museum zugewiesen, wo sie heute im Saal der Revolutionen ausgestellt sind.
In einem weiteren monumentalen Gemälde erzählt Krafft eine nicht erwiesene aber dennoch zur Legende gewordene Episode aus den napoleonischen Kriegen, nämlich „Erzherzog Karl mit der Fahne des Regiments Zach in der Schlacht von Aspern“. Als das Zentrum der österreichischen Armee am Vormittag des 22. Mai 1809 ins Wanken geriet und Napoleon den Durchbruch mittels Einsatz der französischen Kavallerie anordnete, soll Karl die Fahne des 1. Bataillons des k. k. Linien-Infanterieregiments Nr. 15 „Freiherr von Zach“ ergriffen haben und in Richtung des Feindes gesprengt sein. Dadurch sei es ihm gelungen, die Reihen der dicht bedrängten österreichischen Truppen zu schließen und das Zentrum seiner Armee wieder nach vorne zu führen, was zum Sieg geführt hätte. Bewusst wählt Krafft dabei jene Pose, die Jacques-Louis David 1801 für sein Reiterporträt Bonaparte beim Überschreiten der Alpen am Großen Sankt Bernhard anwendete. Das Gemälde wurde so auch zum Vorbild für das Reiterdenkmal am Wiener Heldenplatz von Anton Dominik Fernkorn. Johann Peter Krafft schuf damit, wie er selbst feststellte, sein erstes modernes Ereignisbild.
Krafft war schließlich auch als Restaurator im Schloss Schönbrunn und der Jesuitenkirche in Wien tätig. Er beeinflusste maßgeblich die Malerei von Ferdinand Georg Waldmüller.

## Ausstellungen
- 2016: Johann Peter Krafft. Maler eines neuen Österreich. Österreichische Galerie Belvedere, Wien. Katalog.
- 2016: Wiener Welten. Johann Peter Krafft. Historisches Museum Hanau, Schloss Philippsruhe, Hanau.

## Werke (Auszug)

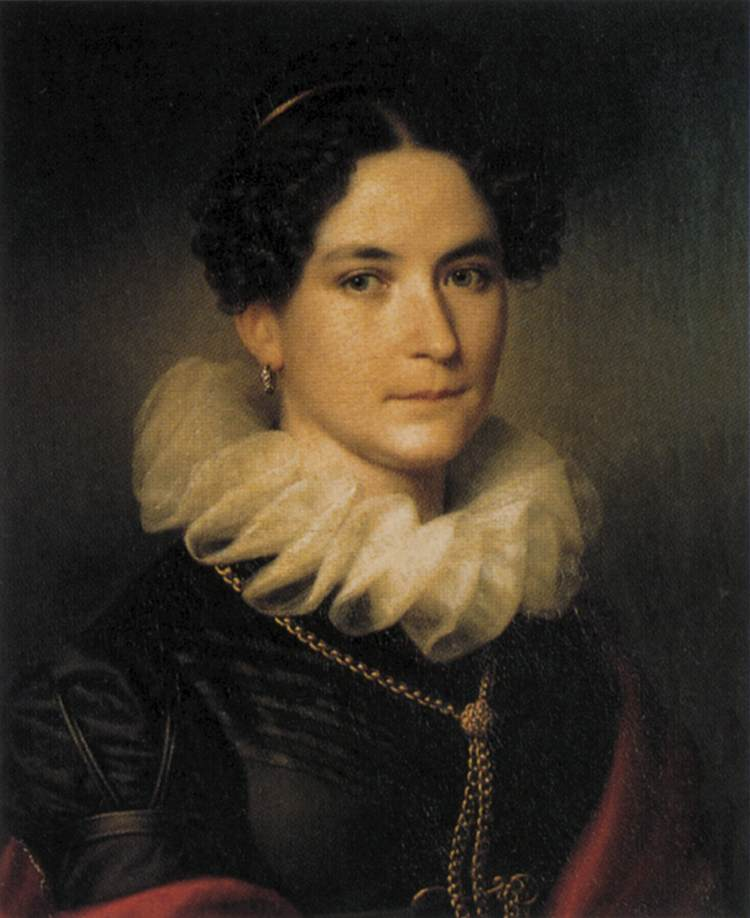
Porträt Maria Angelica Richter von Binnenthal

- Ödipus und Antigone (Paris, Musée du Louvre), 1809, Öl auf Leinwand
- Franz Wessely (Wien, Belvedere), 1810, Öl auf Leinwand
- Graf Ferenc Barkóczy (Budapest, Ungarisches Nationalmuseum), 1812, Öl auf Leinwand, 190 × 127 cm
- Erzherzog Carl mit der Fahne des Regimentes Zach in der Schlacht bei Aspern 1809 (Wien, Heeresgeschichtliches Museum), 1812, Öl auf Leinwand
- Der Abschied des Landwehrmannes (Wien, Belvedere), 1813, Öl auf Leinwand
- Maria Angelica Richter von Binnenthal (Privatbesitz), 1814/15, Öl auf Leinwand, 53 × 43 cm
- Die Siegesmeldung nach der Schlacht bei Leipzig am 18. Oktober 1813 (Wien, Heeresgeschichtliches Museum), 1817, Öl auf Leinwand
- Erzherzog Carl mit seinem Stab in der Schlacht bei Aspern 1809 (Wien, Heeresgeschichtliches Museum), 1819, Öl auf Leinwand
- Freifrau Josephine Dietrich von Landsee mit ihren Töchtern (St. Pölten, Museum Niederösterreich, Inv. Nr. 7132), 1819, Öl auf Leinwand, 199 × 149 cm
- Die Heimkehr des Landwehrmannes (Wien, Belvedere), 1820, Öl auf Leinwand
- Erzherzog Karl mit seinem Stab in der Schlacht bei Aspern 1809 (Wien, Liechtenstein Museum), 1820, Öl auf Leinwand
- Erzherzog Joseph Anton, Palatin von Ungarn (Wien, Heeresgeschichtliches Museum), 1820, Öl auf Leinwand
- Reiterbildnis Kaiser Franz I. (St. Petersburg, Eremitage), Öl auf Leinwand, 361 × 258 cm
- Die Türkin – Untreue (Wien, Belvedere), 1825, Öl auf Holz
- Manfreds Sterbestunde (Wien, Belvedere), 1825, Öl auf Holz
- Kaiser Franz I. von Österreich (Wien, Belvedere), um 1825, Öl auf Papier
- Angriff Zrinys (Budapest, Ungarisches Nationalmuseum), 1825, Öl auf Leinwand, 455 × 645 cm
- Einzug von Kaiser Franz I. in Wien nach dem Pariser Frieden am 16. Juni 1814 (Wien, Belvedere), vor 1828, Öl auf Leinwand
- Marie Krafft am Schreibtisch (Wien, Belvedere), 1828–34, Öl auf Leinwand
- Rückkehr Kaiser Franz I. nach Wien 1814 (Wien, Hofburg), 1833, Wandgemälde im Mittelsaal des Reichskanzleitrakts
- Siegesmeldung nach der Schlacht von Leipzig (Berlin, Deutsches Historisches Museum), 1839, Öl auf Leinwand, 192 × 268 cm
- Rüdiger und Angelika – Szene aus Ariosts Rasendem Roland (Wien, Gemäldegalerie der Akademie der bildenden Künste, Inv.-Nr. 1459), 1842/43, Öl auf Holz, 134 × 103 cm
- Rudolf von Habsburg und der Priester (Wien, Belvedere), 1849, Öl auf Leinwand
- Judith mit dem Haupt des Holofernes (Wien, Belvedere), vor 1851, Öl auf Leinwand